# Antal József (festő)
Antal József (Devecser, 1887. január 29. – Budapest, 1963. január 25.) festőművész.

## Élete
Antal János cipész és Fehér Julianna fiaként született. Tanulmányait Nagybányán és Firenzében végezte. Budapesten megalapította az Új Művészek Egyesületét (UME), amelynek előbb elnöke, később igazgatója is volt. Expresszionista stílusú képeket festett. 1928-ban az UME külföldi tárlatain, majd 1930-ban Bécsben a Künstlendbund Hagen kiállításain is szerepelt műveivel.
Felesége Wéber Mária volt, akit 1920-ban vett nőül.